# Aichryson bethencourtianum
Aichryson bethencourtianum és una espècie de planta del gènere Aichryson de la família de les Crassulaceae.

## Taxonomia
Aichryson bethencourtianum Bolle va ser descrita per Carl (Karl) Augus Bolle i publicada a Bonplandia 7: 243. 1859.
Sinonímia
- Aeonium bethencourtianum  (Webb ex Bolle) Bolle (1859)
- Sempervivum bethencourtianum (Webb ex Bolle) Christ (1888)
- Macrobia bethencourtiana  (Webb ex Bolle) G.Kunkel (1977)
- Pelotilla (nom comú)